# Rungia membranacea
Rungia membranacea är en akantusväxtart som beskrevs av Merrill. Rungia membranacea ingår i släktet Rungia och familjen akantusväxter. Inga underarter finns listade i Catalogue of Life.